# 渡辺優奈
渡辺 優奈（わたなべ ゆうな、2002年1月6日 - ）は、日本の女優、アイドル。埼玉県出身。A-Light所属。

## 略歴
母親が「娘さんをモデル事務所に入れてみたら?」と、友人から勧められたことをきっかけに事務所入り。
2016年11月11日から2017年9月29日まで、おはガールとしてテレビ東京『おはスタ』に出演。
2018年9月、デビュー以来所属していた「劇団ひまわり」から、同社の系列事務所である「砂岡事務所」に移籍。
2023年3月、劇団ひまわり及び砂岡事務所を退所。5月には別事務所（非公表）へと移籍。
2024年、『ミスマガジン2024』にエントリー。3月13日、本年度より新たに開始された『ミスマガジン2024 ベスト16ワイルドカード』に候補者として告知され、所属事務所がA-Lightである事が、複数の事務所関係者によって公表された。
2025年5月13日発売の『FLASH』（光文社）にて初グラビア。5月16日、結城アイラがサウンドプロデュースを務める新グループ『iRiNE』（アイリン）での活動開始を発表。

## 人物
運転免許はマニュアルで、中型免許も所持。
「自分の性格を一言で表わすと?」という質問に「優柔不断」と答えている。

## 出演

### テレビドラマ
- わたしが子どもだったころ「俳優 沢村一樹」（2009年7月22日、NHK BShi） - 野村マミ 役
- ねこタクシー 第5話（2010年2月1日、TVQ） - マヤ 役
- パーフェクト・ブルー（2010年2月7日、WOWOW） - 木原美穂 役
- URAKARA 第10話（2011年3月24日、テレビ東京） - 強盗の妹 役
- ラストマネー -愛の値段- 第1話（2011年9月13日、NHK） - 戸田可奈未 役
- 塚原卜伝 第4回・第6回（2011年10月23日・11月6日、NHK） - 物忌館の童女 役
- 牙狼〈GARO〉〜闇を照らす者〜 第17話・第21話（2013年7月26日・8月23日、テレビ東京） - 金城家の子供 役
- 大河ドラマ 花燃ゆ 第9回（2015年3月1日、NHK） - 高杉栄 役
- ちゃんぽん食べたか（2015年5月30日 - 8月1日、NHK） - 佐野玲子 役
- 私は代行屋! 4（2015年8月22日、テレビ朝日） - 小柳香里（中学生時代） 役
- カルテット 第3話（2017年1月31日、TBS） - 来杉有朱の妹 役[13]
- 釣りバカ日誌 Season2 第7話（2017年6月9日、テレビ東京） - カフェの客 役[注 2]
- BORDER 衝動 〜検視官・比嘉ミカ〜（2017年10月6日・13日、テレビ朝日） - 3年2組生徒 安藤 役[14]
- ブラックリベンジ 第7話 - 第10話（2017年11月16日 - 12月8日、日本テレビ） - 北里怜奈 役[15]
- 警視庁ゼロ係〜生活安全課なんでも相談室〜 THIRD SEASON 第4話（2018年8月24日、テレビ東京） - 新貝直美 役[16]
- 結婚相手は抽選で 第2話（2018年10月13日、東海テレビ） - 鈴掛好美（中学生時代） 役[17]
- 魔法×戦士 マジマジョピュアーズ! 第30話（2018年10月21日、テレビ東京） - 女子高生（ネタミー本体） 役[18]
- ミス・ジコチョー〜天才・天ノ教授の調査ファイル〜 ファイル2（2019年10月25日、NHK） - 中学校の生徒 役
- ひみつ×戦士 ファントミラージュ! 第41話・第47話（2020年1月19日・3月1日、テレビ東京） - 吹田奏 役
- TOKYO MER〜走る緊急救命室〜 第8話（2021年8月22日、TBS） - 関口葉月 役
- 未来への10カウント 第3話・第5話・第8話・最終話（2022年4月28日・5月12日・6月2日・9日、テレビ朝日） - 有川千尋 役[19]

### 映画
- こちら葛飾区亀有公園前派出所 THE MOVIE 〜勝どき橋を封鎖せよ!〜（2011年8月6日） - 沢村ユイの同級生 役
- 映画 ビリギャル（2015年5月1日） - 岡崎結衣（中学生時代） 役
- 映画 妖怪ウォッチ 空飛ぶクジラとダブル世界の大冒険だニャン!（2016年12月17日） - フミちゃん 役
- 最期の星（2018年3月18日） - 主演・瀬戸幸 役[注 3][20]
- ランチメイト症候群（2018年7月14日） - 主演・田辺真由美 役[注 4]
- 時間泥棒 -The Time Thief or the Story of the End of an Era-（2019年10月5日） - 結愛（女子生徒） 役[注 5]
- 午前0時、キスしに来てよ（2019年12月6日） - 楓ファンの生徒 役
- 弥生、三月 -君を愛した30年-（2020年3月20日） - 中学校の生徒 役
- 私にふれたもの（2021年12月26日） - 主演・女子高生 役[注 6]

### テレビ番組
- おはスタ（2016年11月11日 - 2017年9月29日、テレビ東京） - おはガール
  - ゲスト出演（2020年9月30日[注 7]）
- 実験バラエティー 規制解除!アンロック（2019年5月6日、NHK） - 実験VTR[21]

### 配信ドラマ
- マジで告る20分前（2024年9月12日、DramaTik） - ミサキ 役
- 嫌いなアイツの専属メイド!?（2025年5月31日、ReelShort） - 主演・江野沢潤 役[22]

### その他ドラマ
- 12歳。（2015年） - 6年2組生徒 役[注 8]
- 有田哲平の夢なら醒めないで（2018年11月6日、TBS） - 再現VTR
- 痛快TV スカッとジャパン（フジテレビ）
  - あっという間スカッと「ウソをついて席を奪うおばさんに…」（2021年2月8日） - 南田一花 役[23]
- ヒロイン誕生!ドラマチックなオンナたち「ナンシー関×田牧そら」（2022年10月17日、NHK） - ドラマパート[24]

### ラジオドラマ
- 青春アドベンチャー（NHK-FM）
  - 砂漠の歌姫（2011年11月14日 - 25日、全10回） - ユン（幼少時代） 役 ※第1回
  - ピエタ（2012年4月30日 - 5月11日、全10回） - アンナ（子供時代） 役 ※第1回
  - いまはむかし〜竹取異聞〜（2013年11月25日 - 12月13日、全15回）※第5回
  - クリスマスキャロル（2013年12月16日 - 20日、全5回） - ファン 役 / ベリンダ 役 ※第2-4回
  - あなたがいる場所（2014年3月17日 - 28日、全10回） - ユミコ 役 ※第4回
  - 白狐魔記 源平の風（2014年7月21日 - 25日、全5回）※第1回
  - オリガ・モリソヴナの反語法（2016年7月18日 - 8月5日、全15回） - シーマチカ 役 ※第1-4回・第7回
  - アグリーガール（2015年10月5日 - 16日、全10回）※第2-3回・第6-8回・第10回
  - タイムライダーズ 紀元前6500万年からの逆襲（2019年1月7日 - 18日、全10回） - ローラ 役 ※第3-8回・第10回[25]
  - ぱきゅん（2019年12月2日 - 13日、全10回） - 女友達 役 ※第1回[26]
  - イレーナの帰還（2020年2月3日 - 28日、全20回） - ゲルシー 役 / ゲイル 役 ※第10-11回・第16-17回
- FMシアター（NHK-FM）
  - 蘭学遺言状（2013年4月20日） - 糸 役
  - ブルームーンの向こう側（2016年10月15日）

### ゲーム
- キングダム ハーツIII（2019年1月25日） - オレット 役[27]

### 吹き替え
- ABUアジア子どもドラマシリーズ（NHK Eテレ）
  - 2012年 第2回「帰ってきたオウム（スリランカ）」（2012年8月1日）
  - 2014年 第3回「わたしたちの学校（タイ）」（2014年7月30日） - マミャウ 役
  - 2014年 第4回「わたしはインタン（ブルネイ）」（2014年7月31日） - インタン 役
  - 2014年 第5回「ぼくらの無人島体験（韓国）」（2014年8月1日）
- BS世界のドキュメンタリー 遠く離れても〜双子姉妹の数奇な運命〜（2014年12月24日、NHK BS1） - ミア 役
- ファーストデイ（NHK Eテレ）
  - ファースト・デイ わたしはハナ! 第3回・最終回（2021年6月18日・25日）[28]
  - ファースト・デイ2（2022年10月18日 - 11月6日）[29]

### テレビアニメ
- 蟲師 特別篇 日蝕む翳（2014年1月4日、TOKYO MX・BS11ほか） - ヒヨリ 役[30]

### 劇場アニメ
- 金の国 水の国（2023年1月27日） - サフラ 役

### CM
- ワオ・コーポレーション「ワオスタディー」（2011年）
- パナソニック「LEDシーリングライト」（2013年）
- 日本マクドナルド「マックシェイク 紫いも」（2015年）
- Cook Do「きょうの大皿」（2017年）

### ミュージックビデオ
- HOME MADE 家族「ぬくもり」（2010年10月27日）

## 書籍
- FLASHデジタル写真集 渡辺優奈 となりのヒロイン（2025年6月10日、光文社）

## 作品

### iRiNE
| 配信開始日    | 商品名                     | 楽曲                           | 備考 |
| ------------- | -------------------------- | ------------------------------ | ---- |
| 2025年5月25日 | 君が笑うから               | 「君が笑うから」               |      |
| 2025年6月1日  | 出会ってくれた素晴らしい日 | 「出会ってくれた素晴らしい日」 |      |
| 2025年6月16日 | 届け!                      | 「届け!」                      |      |
| 2025年6月16日 | 届け!                      | 「夏色CutieCutie!」            |      |
| 2025年6月16日 | 届け!                      | 「全肯定」                     |      |

## 受賞歴
2019年度
- 第2回 いぶすき映画祭 - 審査員特別賞『ランチメイト症候群』[32]
- 第3回 おおいた自主映画祭 - 最優秀女優賞『ランチメイト症候群』[33]
- 第3回 渋谷TANPEN映画祭CLIMAXat佐世保 - 最優秀主演女優賞『ランチメイト症候群』[34][35]